# 성주소방서
성주소방서(星州消防署, Seongju Fire Station)는 경상북도 성주군을 관할하는 경상북도 소방본부 산하의 소방서이다.
소방서장은 소방정으로 보한다.

## 연혁
- 1998년 12월 7일: 성주소방서 개서
- 2009년 7월 31일: 고령소방서 분리

## 조직
| - 소방행정과 - 소방행정팀 - 예산장비팀 | - 예방안전과 - 예방홍보팀 - 시설지도팀 | - 대응구조구급과 - 대응총괄팀 - 구조구급팀 - 대응1·2·3팀 |

## 관할센터 및 관할구역
성주소방서는 3개의 119안전센터와 1개의 구조구급센터를 산하에 두고 있다.
| 명칭                       | 사진 | 주소                 | 관할구역                       | 지역대                            |
| -------------------------- | ---- | -------------------- | ------------------------------ | --------------------------------- |
| 성주119안전센터            |      | 성주읍 주산로 193    | 성주읍, 벽진면, 초전면, 월항면 | 초전119지역대 벽진119지역대(폐쇄) |
| 선남119안전센터            |      | 선남면 도성3길 39-17 | 선남면, 용암면                 | 용암119지역대                     |
| 가천119안전센터            |      | 가천면 창천리 1242-1 | 가천면,금수면,대가면,수륜면    |                                   |
| 성주소방서 119구조구급센터 |      | 성주읍 주산로 193    | 경상북도 성주군 일원           |                                   |

## 같이 보기
- 대한민국 소방청
- 대한민국의 소방
- 소방관 계급